# Glücksbergowie
Glücksbergowie – rodzina polskich wydawców, księgarzy i drukarzy działająca od końca XVIII wieku do 1907 roku. Działali w Warszawie, Wilnie, Krzemieńcu i w Kijowie, kolportowali polskie książki do Litwy, Białorusi i Rusi.
Natan Glücksberg (1770–1831) w roku 1818 otworzył drukarnię w Krzemieńcu, w Warszawie wydawał czasopisma („Pamiętnik Warszawski”), również publikował książki (ok. 200).
Jego brat Jan Glücksberg (1784–1859), autor Przewodnika Warszawskiego. Prowadził samodzielnie działalność wydawniczą, wydawał książki, czasopisma, kalendarze oraz Encyklopedię obrazową systematyczną. Od 1834 roku prowadził księgarnię a od 1835 roku drukarnię. W 1838 roku podpisał kontrakt z Radą Administracyjną Komisji Rządowej Spraw Wewnętrznych, Duchownych i Oświecenia Publicznego, dzięki któremu dostarczał podręczniki bibliotekom szkolnym z księgarń rosyjskich oraz otworzył czytelnię publiczną z ponad 2000 książkami. Z jego drukarni wychodziły druki rządowe oraz pierwsze w Polsce pisma ilustrowane. Był autorem Przewodnika warszawskiego (1826).
Najstarszy syn Natana Glücksberga, Krystian Teofil Glücksberg (1796–1876) posiadał drukarnię w Kijowie i Krzemieńcu. Był księgarzem okręgu wileńskiego, wydał między innymi Encyklopedię Powszechną. Rodzina wydawała dzieła takich pisarzy jak Kazimierz Brodziński czy Wojciech Bogusławski. Syn Jana, Michał Glücksberg (1838–1907), był wydawcą czasopism „Bluszcz” i „Kmiotek”.

## Rodzina Glücksbergów
- Natan Glücksberg (1770-1831) – syn Emanuela Majera, brat Jana
- Jan Glücksberg (1784 lub 1793-1859) – syn Emanuela Majera, brat Natana
- Michał Glücksberg (1838-1907) – syn Jana, brat Maksymiliana
- Maksymilian Glücksberg (1840-1894) – syn Jana, brat Michała
- Henryk Emanuel Glücksberg (1802-1870) – syn Natana, brat Krystiana Teofila, Augusta Emanuela i Gustawa Leona
- Krystian Teofil Glücksberg (1796-1876) – syn Natana, brat Henryka Emanuela, Augusta Emanuela i Gustawa Leona
- August Emanuel Glücksberg (1804-1881) – syn Natana, brat Krystiana Teofila, Henryka Emanuela i Gustawa Leona
- Gustaw Leon Glücksberg (1807-1870) – syn Natana, brat Krystiana Teofila, Henryka Emanuela i Augusta Emanuela
- Ernestyna Glücksberg (1815-1895) – żona Adama Epsteina, matka trzynaściorga dzieci
- Eleonora Glücksberg () – córka Natana, żona Hermana Epsteina, matka czworga dzieci